# Björn Engquist

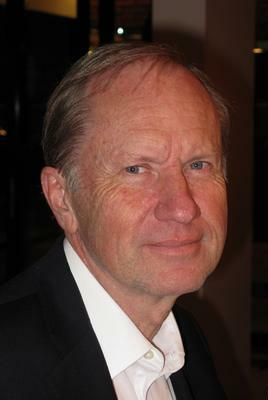
Björn Engquist, 2010.

Björn Engquist, född 1945, är en svensk matematiker. Han disputerade 1975 vid Uppsala universitet och blev 1993 professor i numerisk analys vid Kungliga Tekniska Högskolan. Han var 2001–2005 professor vid Princeton University och är sedan 2005 verksam vid University of Texas i Austin.
Engquist blev 1996 ledamot av Vetenskapsakademien och 1997 ledamot av Ingenjörsvetenskapsakademien.

### Fotnoter
1. ↑  Engquist, Björn (1975). On difference approximations to differential equations. Report / Uppsala University, Department of Computer Sciences, 0346-6116 ; 60. Uppsala. Libris 350657